# Єдина Осетія (партія)
Південно-Осетинська республіканська політична партія «Єдина Осетія» — найбільша політична партія самопроголошеної Південної Осетії. Створена в 2012. На незаконних парламентських виборах 6-го скликання в червні 2014 зайняла 20 з 34 місць у нелегітимному парламенті Південної Осетії.